# Middle Class Fantasies
Middle Class Fantasies war eine deutsche Punkband aus Frankfurt am Main, die von 1979 bis 1982 existierte. Für kurze Zeit firmierte sie 1982 unter dem Bandnamen Killerpralinen.

## Bandgeschichte

### Middle Class Fantasies
Christoph Schnee kam erstmals auf einem Urlaub in den Niederlanden in Berührung mit dem Phänomen Punk. Zurück in Deutschland hörte er Sex Pistols und beschloss, mit seinem Bruder Markus eine Band zu gründen. Dazu nahmen sie Sören als Gitarristen in die Gruppe auf und etwas später dann Topsy GI als Schlagzeuger. Den Bandnamen entlehnte man aus dem gleichnamigen Underground-Comic von Jerry Lane. Zunächst begann man, englische Texte zu verwenden, doch schon nach kurzer Zeit stieg man auf deutsche Texte um. Das erste Mal live spielte man im Gallustheater und anschließend regelmäßig im JUZ Bockenheim, unter anderem mit den damals noch unbekannten Böhsen Onkelz. Erste eigene Stücke entstanden, darunter Helden und das provokante Party in der Gaskammer, das inhaltlich Sprüche der älteren Generation gegen Punks und Linke wie „Euch hätte man damals vergast“ aufgriff. Eine Demoaufnahme sandte die Band zu Karl-Ulrich Walterbach von Aggressive Rockproduktionen, der die Band auch nach Berlin holte, wo sie im legendären Punkclub SO36 zusammen mit Daily Terror auftrat. Eine Zeitlang lebte die Band sogar in Berlin.
Walterbach veröffentlichte die Stücke Helden und Publikum auf seinem ersten Soundtracks zum Untergang-Sampler, später war Helden zusammen mit Polizei SA-SS von Slime die Indizierungsgrundlage für den Sampler. Die zweite Veröffentlichung von Aggressive Rockproduktionen war dann die EP Tradition mit drei Liedern, produziert von Harris Johns. Das Debüt wurde in der Punkszene national und international positiv aufgenommen.
Anschließend ging die Band auf die „Tournee zum Untergang“ und trat mit Aheads, Beton Combo und Slime auf. Middle Class Fantasies wurden immer größer, doch fühlten sie sich in der zerstrittenen Punkszene mittlerweile weniger wohl.

### Killerpralinen
Um den Schnitt zu dokumentieren, beschloss man den Namen in Killerpralinen zu ändern. Musikalisch übernahm man Elemente aus dem Avantgarde. Man bewegte sich weg vom schnellen und harten Punkstil, hin zum Post-Punk im Stile von Killing Joke und UK Decay. 1982 erschien eine selbstbetitelte EP über Aggressive Rockproduktionen, die floppte, aber heute als gesuchte Rarität gilt. Spannungen innerhalb der Band machten sich breit. Killerpralinen spielten noch einmal vor fast leerer Halle in Bochum und löste sich dann auf.

### Nach der Auflösung
Nach Markus Schnee und Topsy GI ist mittlerweile auch Christoph Schnee verstorben. Über die Jahre und nicht zuletzt wegen ihrer Teilnahme am ersten Soundtrack zum Untergang-Sampler wurde die Band zu einer Kultgruppe der Deutschpunk-Szene. Ihre Aufnahmen wurden per Bootlegs verbreitet. Außerdem erschienen einige Lieder immer wieder auf Samplern, so Party in der Gaskammer auf dem vom Zap Fanzine herausgegebenen Antinazi-Kompilation Nazis raus und in Weird Systems Punk Rock BRD-Box. Als sich Anfragen häuften, nahm Christoph Schnee zusammen mit Michael „Elf“ Mayer und Stephan Mahler von Slime sowie einem Mitglied von Rubberslime fünf ältere, aber nie veröffentlichte Lieder aus der Killerpralinen-Zeit auf. 2007 veröffentlichte Weird System unter dem Titel F§%k dich selbst die komplette Diskografie von Middle Class Fantasies.

## Diskografie

### Tonträger
- 1981: Tradition (EP, Aggressive Rockproduktionen)
- 1982: Killerpralinen (EP als Killerpralinen, Aggressive Rockproduktionen)
- 2007: F§%k dich selbst (Kompilation, Weird System)

### Offizielle Samplerveröffentlichungen
- 1981: Helden und Publikum auf Soundtracks zum Untergang (Aggressive Rockproduktionen, indiziert)
- 1991: Party in der Gaskammer auf Nazis raus! (Weird System)
- 1998: Helden auf Deutschpunk – Kampflieder II (Aggressive Rockproduktionen)
- 2000: Party in der Gaskammer auf Punk Rock BRD Vol. 1 (Weird System)
- 2004: Pest Club (Killerpralinen) auf Punk Rock BRD Vol. 2 (Weird System)